# Alias (kommando)
 For alternative betydninger, se Alias (flertydig). (Se også artikler, som begynder med Alias)
Indenfor datalogi er alias en kommando i forskellige kommandolinjegrænseflade (skaller) såsom Unix-skaller, 4DOS/4NT og Windows PowerShell, som muliggør en erstatning af et ord med en anden tekststreng. Alias bliver hovedsageligt anvendt til at forkorte en systemkommando, eller for at tilføje standardargumenter til en hyppigt anvendt kommando. Alias funktionalitet i MS-DOS og Microsoft Windows operativsystemerne ydes af DOSKey-kommandolinjeprogrammet.
Et alias varer ligeså lang tid som skalsessionen.